# Avise
Avise ist eine italienische Gemeinde mit 303 Einwohnern (Stand 31. Dezember 2023) in der autonomen Region Aostatal.

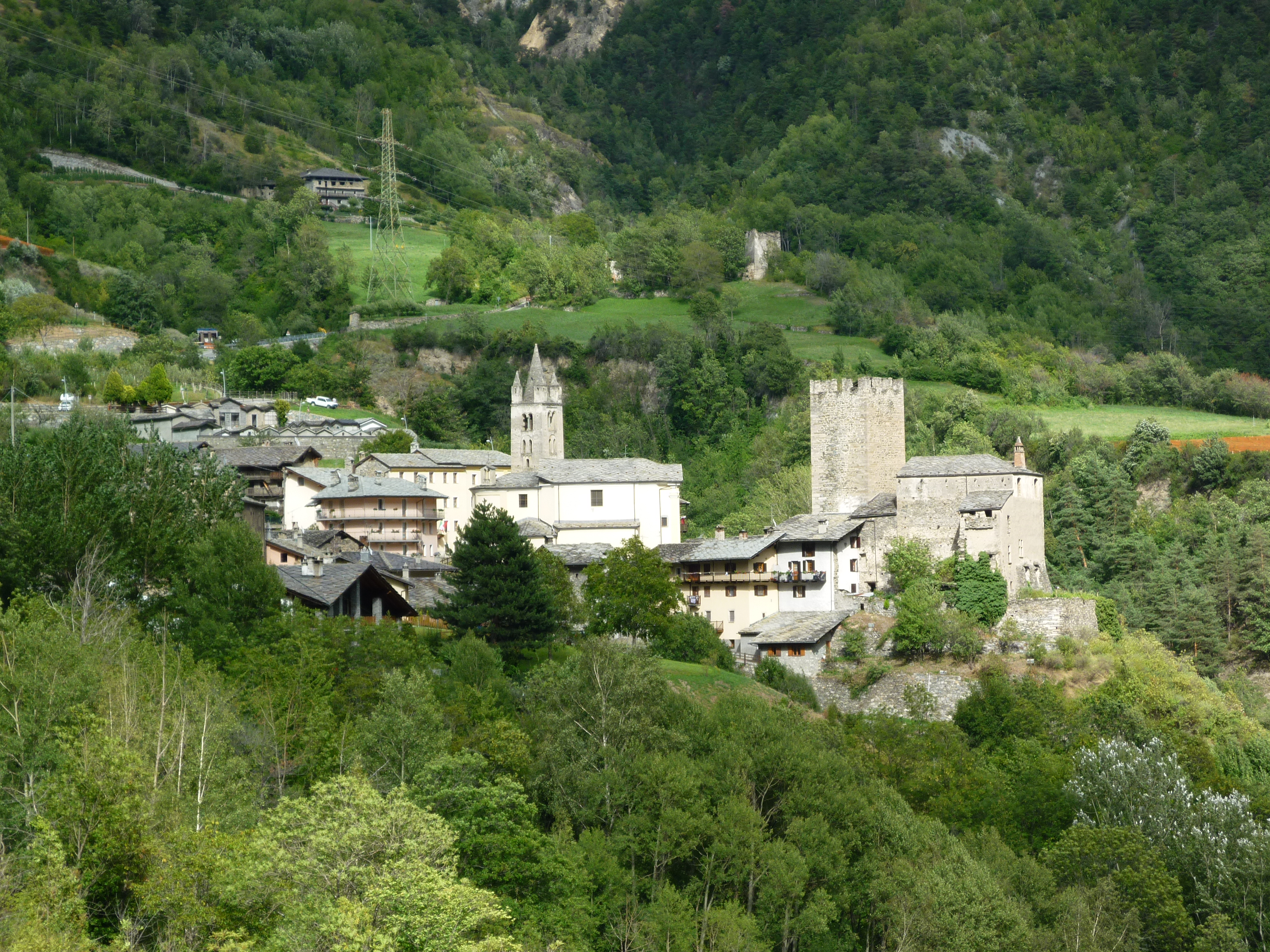
Avise mit der Burg Blonay

## Geographie
Die Gemeinde liegt etwa 15 Kilometer westlich von Aosta im Valdigne, dem oberen Teil des Aostatals, auf der orographisch linken Seite der Dora Baltea auf 775 m s.l.m. Die Nachbargemeinden sind Arvier, La Salle, La Thuile, Saint-Nicolas, Saint-Pierre und Saint-Rhémy-en-Bosses. 

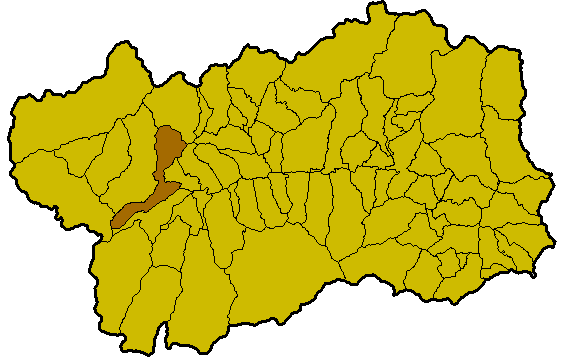
Lage von Avise im Aostatal

## Verwaltungsgliederung
Avise besitzt laut Gemeindestatut folgende historisch anerkannte: Cerellaz, Charbonnière, La Clusaz, Le Coudray, Le Cré, Le Pré, Le Thomasset, Plan, Runaz, Vedun.
Der Ort ist Mitglied der interkommunalen Körperschaft Unité des Communes valdôtaines Grand-Paradis.

## Geschichte
Die geographische Lage in unmittelbarer Nähe einer Engstelle durch die die römische Handelsstraße nach Gallien von der Po-Ebene über den kleinen Sankt Bernhard nach Gallien führte, war für die Entwicklung des Ortes als Kontrollpunkt von großer Bedeutung.
Es waren die D’Avise, eine der ältesten Adelsfamilien des Aostatals, die den Ort prägten und in dem kleinen Ort gleich mehrere Burgen hier erbauen ließen, darunter die Burg Avise aus dem 15. Jahrhundert.

## Sehenswürdigkeiten
- Burg Blonay
- Burg Cré
- Burg Avise